# Macrocoeloma trispinosum
Macrocoeloma trispinosum is een krabbensoort uit de familie van de Majidae. De wetenschappelijke naam van de soort is voor het eerst geldig gepubliceerd in 1825 door Latreille.